# Ozoroa obovata
Ozoroa obovata är en sumakväxtart som först beskrevs av Daniel Oliver, och fick sitt nu gällande namn av R. & A. Fernandes. Ozoroa obovata ingår i släktet Ozoroa och familjen sumakväxter.

## Underarter
Arten delas in i följande underarter:
- O. o. grandifolia
- O. o. elliptica
- O. o. gomesiana